# Chunia bucklandioides
Chunia es un género monotípico de plantas fanerógamas perteneciente a la familia Hamamelidaceae. Su única especie, Chunia bucklandioides, es originaria de Hainan en China.

## Descripción
Son árboles que alcanzan hasta los 20 m de alto; la corteza escabrosa, de color marrón oscuro, con gruesas ramillas de color gris -marrón, lenticelada; con yemas comprimidas globosas. Estípulas subredondeados, de 2-2.5 cm de diámetro. Las hojas son glabras, con pecíolo de 7-13 cm de longitud, glabras; de 10-15 × 8-14 cm, abaxialmente amarillo-verde, glabra, adaxialmente de color verde oscuro, brillante, con el ápice acuminado; con cinco venas palmadas. Las flores aparecen antes de las hojas. El fruto es una cápsula con semillas de color negro -marrón, brillante, de 4-6 mm. Florece en marzo- junio, fructifica en julio - septiembre.

## Distribución y hábitat
Se encuentra en los valles húmedos de los bosques tropicales; a una altitud de 300 a 600 metros en el sur de Hainan en China.
Esta especie está considerada como especie vulnerable por la UICN.

## Taxonomía
Chunia bucklandioides fue descrita por Hung Ta Chang y publicado en Sunyatsenia 7(1–2): 64–68, pl. 11–12. 1948.